# Земя Едуард VІІ
Земя Едуард VІІ (на английски: Edward VII Land) е територия от Западна Антарктида, простираща се между 77° и 85°30’ ю.ш. и 145° и 168° з.д., между Земя Мери Бърд на изток, шелфовият ледник Рос на запад и море Рос на север. По крайбрежието ѝ от север на юг са разположени бреговете Сирасе, Сайпъл, Гулд и Амундсен.
Част от крайбрежието на Земя Едуард VІІ е открито през 1842 г. от британската антарктическа експедиция възглавявана от Джеймс Кларк Рос, но откритата суша не е наименувана. През януари и февруари 1902 г. участниците в британската антарктическа експедиция вторично откриват и изследват тези райони и ръководителят на експедицията Робърт Скот наименува целият този източен бряг на шелфовия ледник Рос Земя Едуард VІІ в чест на тогавашния крал на Великобритания Едуард VII. Впоследствие това название се ограничава само за най-северната част на региона, когато американският полярен изследовател Ричард Бърд през 1928 – 1929 г. доказва полуостровното положение на Земя Едуард VІІ. Независимо от това бреговете на Антарктида, описани по-горе, покрай източния бряг на шелфовия ледник Рос официално се водят като части от Земя Едуард VІІ.
Полуостров Едуард VІІ се простира между ледените заливи Преструд на югозапад и Салзбергер на североизток и залива Окума на запад. Покрит е с дебела ледена броня (с дебелина под 500 m), над която стърчат планински хребети – планините Рокфелер (вр. Нилсен 610 m) и Александър (вр. Ла Горс 829 m).